# اندری لوپوشنیسکی
اندری لوپوشنیسکی (اوکراینی: Андрій Іванович Лопушинський؛ زادهٔ ۸ اکتبر ۱۹۷۴) بازیکن فوتبال اهل اوکراین است.
از باشگاه‌هایی که در آن بازی کرده‌است می‌توان به باشگاه فوتبال کریفباس کریفیی ریه اشاره کرد.